# Pliomelaena zonogastra
Pliomelaena zonogastra är en tvåvingeart som först beskrevs av Mario Bezzi 1913.  Pliomelaena zonogastra ingår i släktet Pliomelaena och familjen borrflugor. Inga underarter finns listade i Catalogue of Life.